# Actea dorsispilota
Actea dorsispilota är en fjärilsart som beskrevs av W. Warren 1905. Actea dorsispilota ingår i släktet Actea och familjen tandspinnare. Inga underarter finns listade i Catalogue of Life.